# Линда (приток Волги)
Линда — река в Нижегородской области России, левый приток Волги. Длина реки — около 122 км, площадь водосборного бассейна — 1630 км².
Исток — в урочище Федосьин Дол в 3,5 км на северо-запад от деревни Трефелиха. Высота истока — около 140 м над уровнем моря. Ширина в верхнем течении — в среднем от 7 до 12 метров, ближе к устью — 20—30 метров, глубина на перекатах — около 0,5—1 метра, на плёсах — до 3 метров, дно песчано-илистое, берега крутые и обрывистые. Высота устья — около 64 м над уровнем моря. Уклон реки — 0,67 м/км. Ранее по реке сплавляли лес.
Основные притоки: слева — Алсма; справа — Кеза и Санда.
Крупнейшие населённые пункты на реке — сёла Линда и Кантаурово, посёлок Железнодорожный, деревня Рекшино.
На берегу реки Линды около села Успенье городского округа Семёновский в конце мая проходит официальное открытие туристического сезона, в конце сентября — закрытие.
К 800-му юбилею Нижнего Новгорода была открыта туристическая экотропа «Нижний 800» длиной 16 км, проходящая преимущественно по сосновым лесам у берегов Линды от Киселихи до Толоконцево, и пересекающая реку по подвесным мостам.

## Притоки
(указано расстояние от устья)
- 27 км: река Санда (пр)
- 36 км: река Поржма (лв)
- 43 км: река Алсма (лв)
- 50 км: река Черновка (пр)
- 63 км: река Кеза (пр)
- река Лазаревка (лв)
- 83 км: река Ифтенка (лв)
- река Кувычиха (лв)
- река Шарпанка (пр)
- река Песочная (лв)
- река Матрёниха (лв)

## Происхождение названия

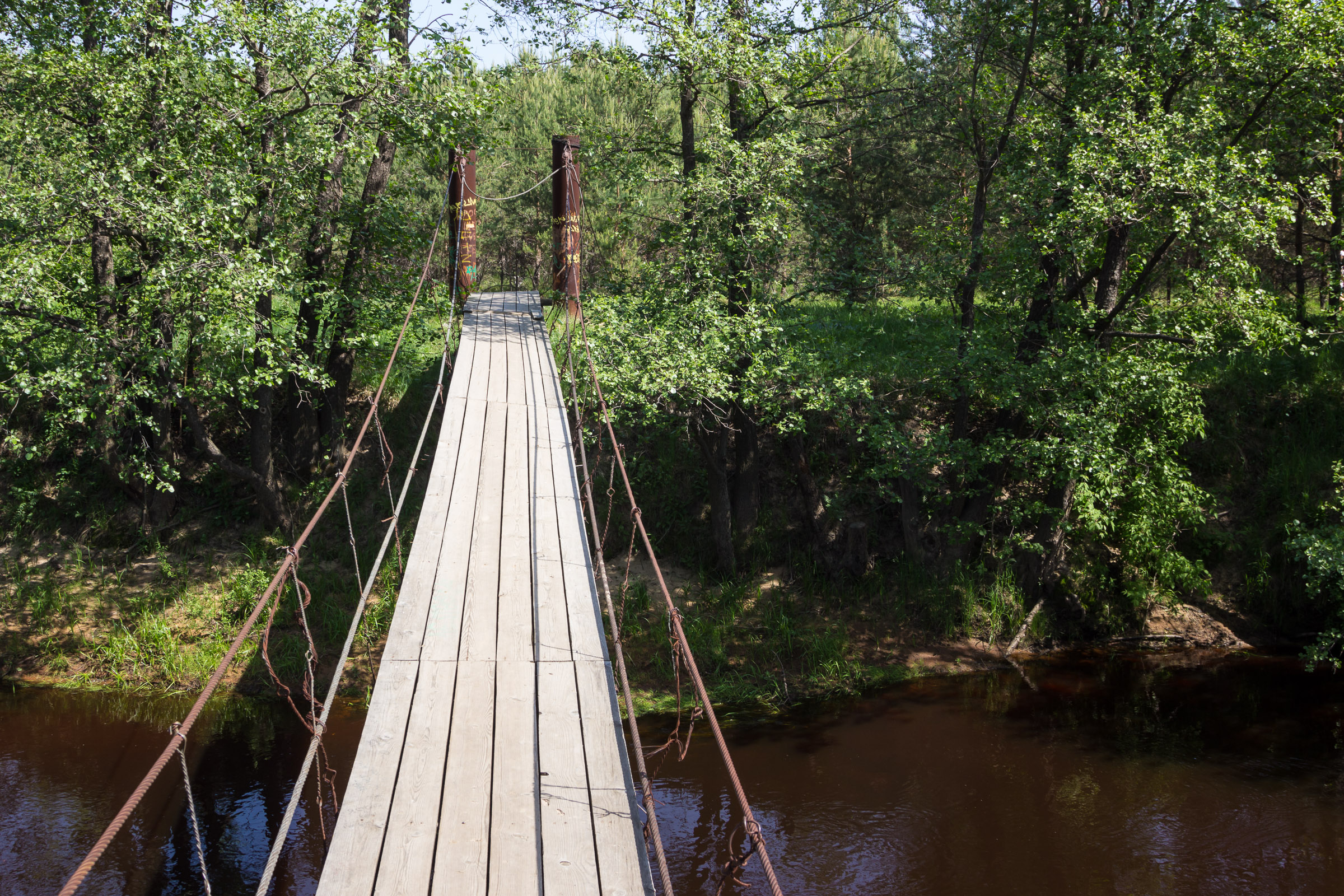
Мост через Линду

Вероятно балто-славянское происхождение. В древнепрусском языке lindan — «долина, ложбина».
По другой гипотезе, название происходит от марийского слова илемдэ, что в переводе означает «нежилая» (в смысле того, что река протекала по незаселённым марийцами местам).